# Iglesia gótico-mudéjar de Humanejos
La iglesia gótico-mudéjar de Humanejos fue un lugar de culto católico, dedicada a los "Santos Justo y Pastor" siendo este su nombre original. Su construcción fue probablemente entre los siglos XIV y XV, se ubicaba en las cercanías del antiguo camino real a Toledo, a lo alto de un pequeño cerro, en el antiguo poblado desaparecido de Humanejos, también conocido como Umanexos, un pueblo que perteneció a la antigua Comunidad de Villa y Tierra de Madrid, y que aproximadamente datase de finales del siglo XI o comienzos del siglo XII, época en la que los cristianos repoblaron la actual Comunidad de Madrid. Humanejos se encontraba muy cerca de la población de Parla, y actualmente su territorio pertenece a esta.
Era un edificio de grandes proporciones casi equivalente a una catedral, cuenta con una estética como bien dice su nombre de estilo gótico-mudéjar por los diversos elementos y estructuras que la decoran con sus ventanas góticas con arcos polilobulados, mientras que su ábside cuenta con arcos apuntados de herradura, destacando su presbiterio con un espectacular arco triunfal con dovelaje bicolor califal. Sabemos de su diseño y estructura gracias a que fue dibujada por Jenaro Pérez Villaamil a mediados del siglo XIX e ilustrado en la obra España artística y monumental publicada por fascículos entre 1842 y 1850, siendo la única imagen que queda de la iglesia.
Con el paso del tiempo fue quedando en ruinas, hasta su total desaparición, aunque ya en el dibujo del siglo XIX se puede ver un templo incompleto, que empieza a estar en ruinas poco a poco únicamente con el tramo del presbiterio y su cabecera. Ya en el siglo XX sólo quedaban unos pequeños muros, aunque por desconocimiento no se sabía a ciencia cierta a lo que pertenecían, hasta que en la década de 1980 estos fueron derruidos por unas obras para construir la actual autovía de Toledo (A-42), aunque quedarían en la mediana de la entrada a Parla unos pequeños restos, que desaparecieron en su totalidad en la década de 1990. Esto produjo, tras un examen, el descubrimiento de que pertenecían a la antigua iglesia de Humanejos, por lo que se realizaron investigaciones ya que fueron apareciendo restos de la antigua población de Humanejos, lo que fue el comienzo de los trabajos de los yacimientos arqueológicos del término municipal de Parla, que dio origen al denominado yacimiento del cerro de la iglesia de Humanejos.